# 李白燕
李白燕（1966年—），女，福建永春人，泉州南音（南管）演唱員，泉州南音乐团一级演员（2008年12月30日起），中國致公黨党员。

## 生平
曾到法國、日本、菲律賓、新加坡、台灣、泰國、印尼表演。